# ロレーヌ語
ロレーヌ語（ロレーヌご、ロレーヌ語: lorin、仏: lorrain、lorrain roman）は、フランスのロレーヌ、アルザスの小部分、ベルギー・ワロン地域南端のゴーム地域（Gaume）の少数の人々により話されている方言。オイル語である。
フランスの地域言語に分類され、ワロン地域の地域言語として認定された地位を持っており、そこではゴーメ（ベルギー・フランス語: gaumais）として知られている。ロレーヌ・フランケン語やルクセンブルク語、近隣・重複地域で話されているゲルマン語の影響を受けている。